# Rauserella
Rauserella es un género de foraminífero bentónico de la subfamilia Pseudostaffellinae, de la familia Ozawainellidae, de la superfamilia Fusulinoidea, del suborden Fusulinina y del orden Fusulinida. Su especie tipo es Rauserella erratica. Su rango cronoestratigráfico abarca el Kunguriense (Pérmico medio).

## Discusión
Clasificaciones más recientes incluyen Rauserella en la superfamilia Ozawainelloidea, y en la subclase Fusulinana de la clase Fusulinata. Clasificaciones más recientes incluyen Rauserella en la familia Pseudostaffellidae.

## Clasificación
Rauserella incluye a las siguientes especies:
- Rauserella alveolaris †
- Rauserella bengeensis †
- Rauserella breviscula †
- Rauserella delicata †
- Rauserella ellipsoidalis †
- Rauserella epiproctalis †
- Rauserella fujimotoi †
- Rauserella jilinica †
- Rauserella minima †
- Rauserella minuta †
- Rauserella nupera †
- Rauserella oblonga †
- Rauserella pachytheca †
- Rauserella rusakovi †
- Rauserella sphaeroidea †
- Rauserella staffi †
- Rauserella wusuliensis †

Otra especie considerada en Rauserella es:
- Rauserella yihewusuensis †, de posición genérica incierta